# Levitt & Sons

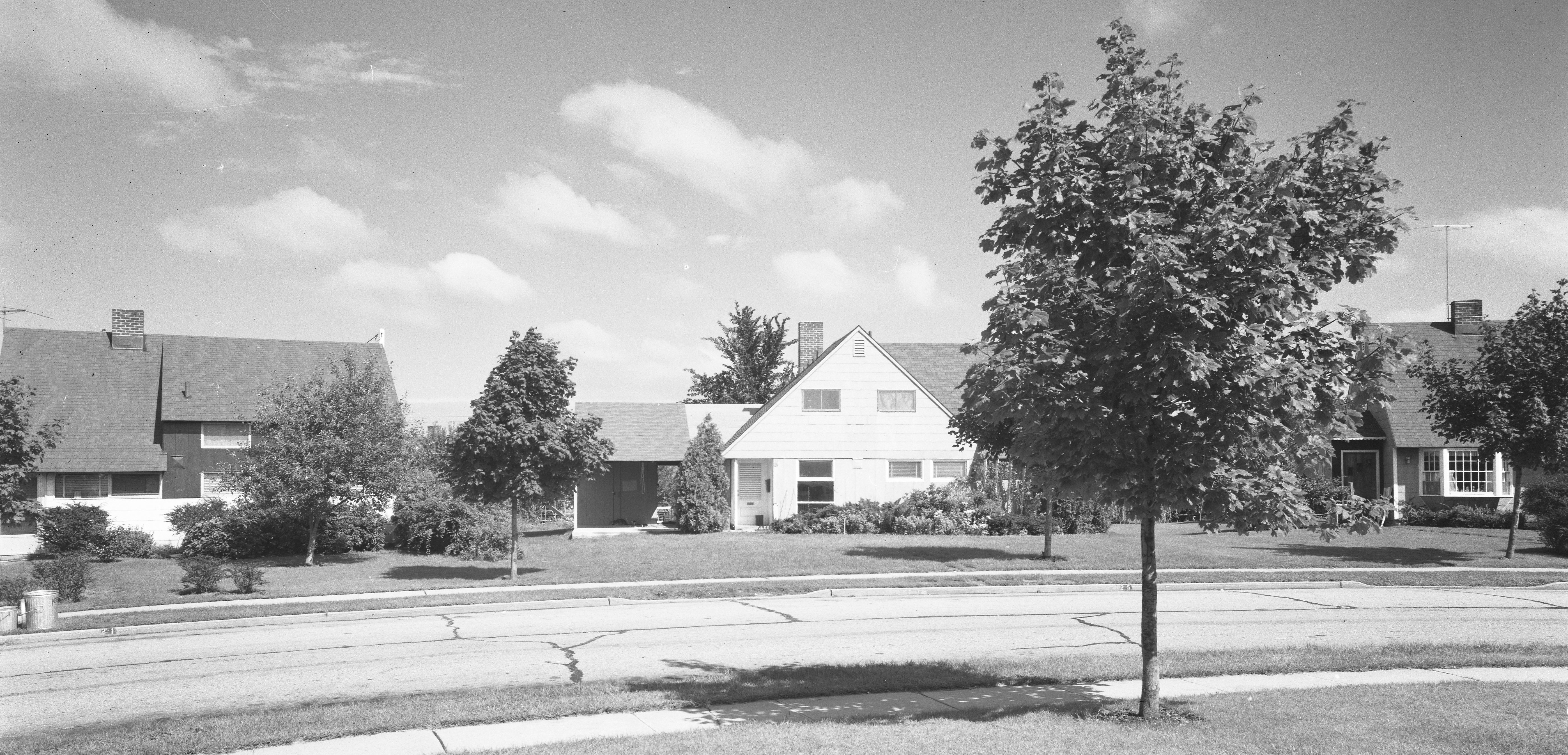
Pavillons de Levittown, New York, en 1958.

Levitt & Sons était une société de développement immobilier fondée par Abraham Levitt et dirigée ensuite par son fils William Levitt (en). La société est surtout connue pour avoir construit une ville nouvelle à Levittown (New York) dont le modèle est repris pour Levittown (Pennsylvanie) et d'autres communes. Les conceptions et les pratiques de construction de la société sous le nom de Levittown, avec les plans standardisés des maisons Levitt, ont révolutionné l'industrie de la construction de pavillons et ont modifié le paysage du Nord-Est des États-Unis avec l'apparition de communautés suburbaines massives.
En 1951, Levitt & Sons est le plus grand constructeur de maisons aux États-Unis, et William Levitt a été nommé comme l'une des 100 personnes les plus influentes du XXe siècle. L'historien Kenneth T. Jackson écrit à propos de Levitt & Sons : « La famille qui a eu le plus grand impact sur le logement d'après-guerre aux États-Unis a été Abraham Levitt et ses fils, William et Alfred, qui ont finalement construit plus de 140 000 maisons et transformé une industrie artisanale en un processus de fabrication important ». Un lotissement a été réalisé en France au Mesnil-Saint-Denis en 1963, lotissement inauguré par William Levitt.
En 1968, Levitt passe sous le contrôle de International Telephone and Telegraph aux États Unis.

## Conceptions

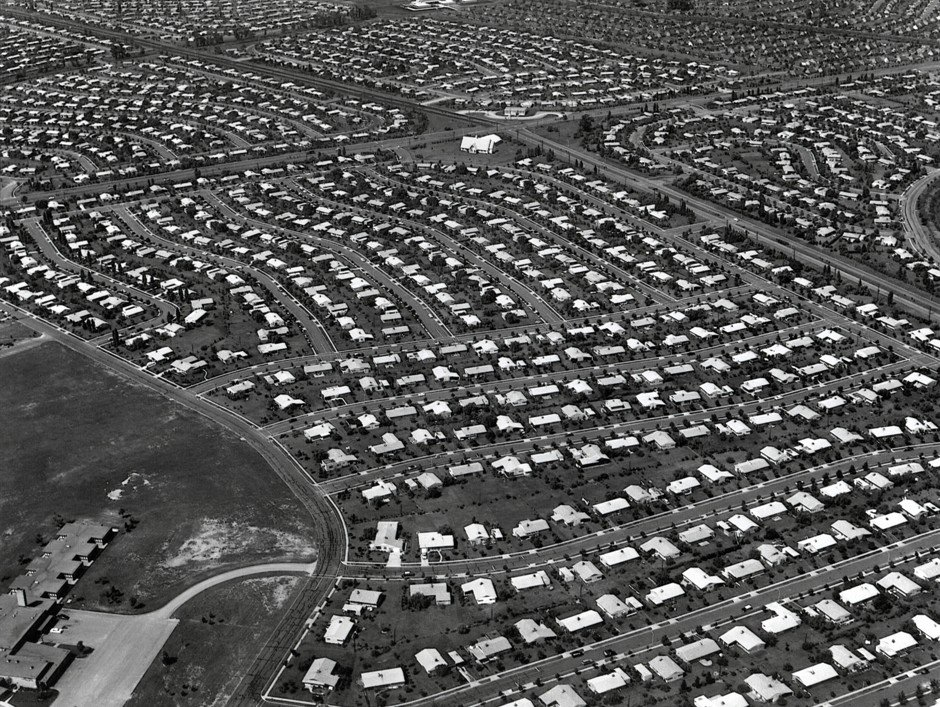
La ville de Levittown, en Pennsylvanie en 1959.

Les lotissements de Levittown (Pennsylvanie) sont composés de six maisons-types, toutes des pavillons avec une pelouse : la « Levittowner », la « Rancher », la « Jubilee », la « Pennsylvanian », la « Colonial » et la « Country Clubber » ; le prix de ces logements est modéré, notamment en raison de leurs conditions de construction. Dès 1952, celle-ci commence, selon un modèle industriel rationalisé en 27 étapes, semblable à une ligne de montage : les ouvriers vont de maison en maison en effectuant un seul type de tâche (verser les dalles de béton, poser les prises électriques, installer les machines à laver…) leur permettant de réaliser une maison toutes les 16 minutes :  « trente-six maisons peuvent ainsi être réalisées en une seule journée ». Entre 1952 et 1958, quand la construction de Levittown (Pennsylvanie) se termine, 17 311 maisons sont construites.
Avec Levittown (New York), Levittown (Pennsylvanie) est considérée comme une des premières banlieues (suburbs) des États-Unis à voir le jour, ce modèle de ville planifiée étant repris dans d'autres villes à travers le pays. La ville est construite comme une communauté déjà formée, avec des routes pensées pour ralentir la circulation, une absence de carrefours à quatre voies, une école primaire dans chaque quartier, des emplacements dédiés aux églises, ou encore des piscines publiques, des parcs, des terrains de baseball et un centre commercial.